# Polybromobiphényle
Pour les articles homonymes, voir PBB.

Structure générale des PBBs.

Les polybromobiphényles (ou  biphényles polybromés ; PBB) désignent une classe de produits chimiques, parfois classé dans la grande famille des dioxines. Ces produits sont classés dans la rubrique des cancérogènes, mutagènes et reprotoxiques.
Très utilisés depuis plusieurs décennies, ils sont devenus un polluant presque omniprésent dans l'environnement.

## Utilisations
Les PBB sont utilisés comme retardateurs de flamme (pour limiter l'inflammabilité de nombreux produits plastiques.
En anglais, ils sont connus sous le vocable générique des BFR (brome flame retardant).
Dans la nouvelle règlementation, leur concentration maximale est de 0,1 % (RoHS).